# Rozgrywka międzyplatformowa
Rozgrywka międzyplatformowa, cross-play, cross-platform play – możliwość wspólnej gry w konkretny tytuł niezależnie od posiadanej platformy. Cross-play często wiąże się z cross-save, czyli możliwością korzystania z tego samego zapisu gry/postaci na różnych platformach. Zdarza się jednak, że można importować lub korzystać z tego samego konta na innych sprzętach, ale wspólna gra na różnych platformach nie jest możliwa.

## Tło
Rozgrywka międzyplatformowa, choć technicznie wykonalna przy użyciu dzisiejszego sprzętu komputerowego, jest utrudniona z dwóch powodów. Jednym z czynników jest różnica w schematach sterowania między komputerami osobistymi i konsolami, sterowanie za pomocą klawiatury i myszy często daje graczom komputerowym przewagę, której nie można łatwo naprawić. Drugi czynnik dotyczy zamkniętych usług online używanych na konsolach, które mają zapewnić bezpieczne i spójne środowisko dla graczy, które wymagają współpracy firm, aby umożliwić grę na różnych platformach.
Przykładem działającej funkcji cross-play jest darmowa strzelanka Fortnite Battle Royale, w którą wspólnie mogą grać użytkownicy PC, PlayStation 4, Xbox One, iOS, Nintendo Switcha oraz Androida.